# مجموعه دالانهای زیر زمینی دهدشت
مجموعه دالانهای زیر زمینی دهدشت مربوط به دوره صفوی است و در دهدشت، بافت تاریخی شهر واقع شده و این اثر در تاریخ ۷ مهر ۱۳۸۱ با شمارهٔ ثبت ۶۲۸۱ به‌عنوان یکی از آثار ملی ایران به ثبت رسیده است.